# Паг (місто)
Паг (хорв. Pag) — місто в Хорватії, великий населений пункт однойменного острова в жупанії Задар. Нарівні з Новалею — одне з двох міст острова. Паг розміщений на березі широкої затоки в центральній частині острова, на західному узбережжі. Через це місто проходить автомобільна дорога, що з'єднує Новалю з мостом на континент.

## Історія

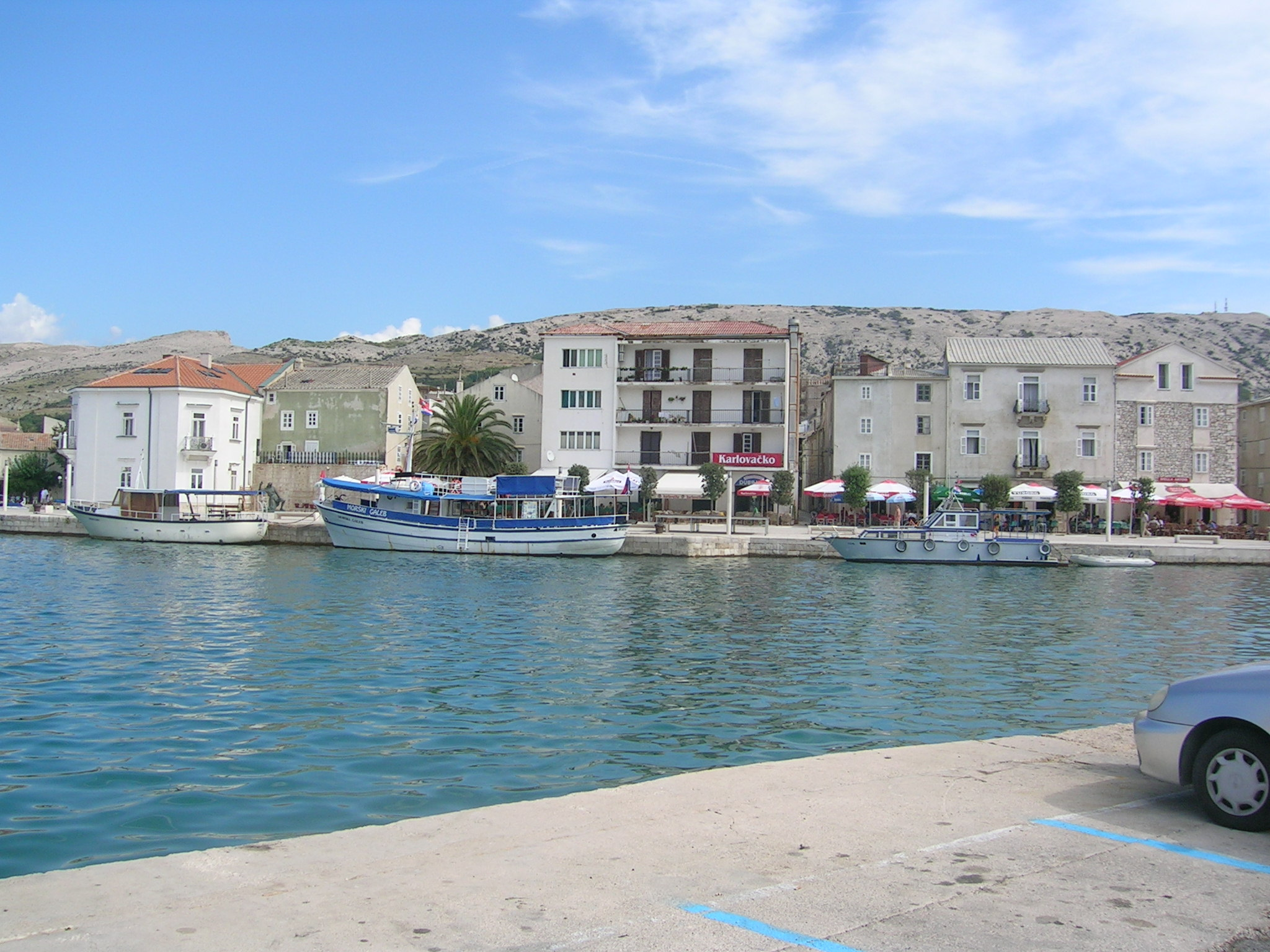
Набережна Пага

У 1244 році хорватсько-угорський король Бела IV дав містечку Паг статус вільного королівського міста. У війнах за Задар між Венецією та угорсько-хорватським королівством у XIV столітті Паг дуже потерпів.
У 1403 році король Ладислав продав острів венеційцям, і той їм належав до падіння Венеційської республіки в кінці XVIII століття. У XV столітті через дедалі більшу загрозу турецьких набігів жителі Пага вирішили спорудити нове місто за кілька кілометрів від старого. Будова йшла за кресленнями знаменитого архітектора і скульптора Юрая Далматинаца.

## Населення
Населення громади за даними перепису 2011 року становило 3 846 осіб. Населення самого міста становило 2 849 осіб.
Динаміка чисельності населення громади:
Динаміка чисельності населення міста:

## Населені пункти
Крім міста Паг, до громади також входять:
- Бошана
- Динішка
- Гориця
- Кошлюн
- Мишковичі
- Смоквиця
- Стара Вас
- Шимуни
- Влашичі
- Врчичі

## Клімат
Середня річна температура становить 14,23°C, середня максимальна – 27,06°C, а середня мінімальна – 2,37°C. Середня річна кількість опадів – 981 мм.
| Клімат міста                                  | Клімат міста | Клімат міста | Клімат міста | Клімат міста | Клімат міста | Клімат міста | Клімат міста | Клімат міста | Клімат міста | Клімат міста | Клімат міста | Клімат міста | Клімат міста |
| Показник                                      | Січ.         | Лют.         | Бер.         | Квіт.        | Трав.        | Черв.        | Лип.         | Серп.        | Вер.         | Жовт.        | Лист.        | Груд.        |              |
| Середній максимум, °C                         | 9,49         | 9,85         | 12,46        | 16,05        | 20,69        | 24,33        | 27,06        | 27,00        | 22,93        | 18,31        | 13,01        | 10,42        |              |
| Середня температура, °C                       | 5,93         | 6,28         | 8,91         | 12,51        | 17,15        | 20,77        | 23,80        | 23,76        | 19,68        | 15,06        | 9,77         | 7,17         |              |
| Середній мінімум, °C                          | 2,37         | 2,71         | 5,34         | 8,94         | 13,57        | 17,21        | 20,56        | 20,51        | 16,43        | 11,82        | 6,52         | 3,93         |              |
| Норма опадів, мм                              | 79           | 69           | 72           | 76           | 72           | 64           | 38           | 57           | 111          | 122          | 120          | 101          |              |
| Середньомісячна швидкість вітру, м/с          | 2.91         | 3.02         | 3.19         | 3.03         | 2.67         | 2.48         | 2.48         | 2.42         | 2.60         | 2.78         | 3.30         | 3.19         |              |
| Середньомісячна сонячна радіація, кДж/м²·день | 4759         | 7472         | 10953        | 15808        | 20175        | 22188        | 23923        | 20733        | 15035        | 9570         | 5161         | 4003         |              |
| --------------------------------------------- | ------------ | ------------ | ------------ | ------------ | ------------ | ------------ | ------------ | ------------ | ------------ | ------------ | ------------ | ------------ | ------------ |
| Джерело:                                      |              |              |              |              |              |              |              |              |              |              |              |              |              |

## Влада
Мер — Анте Фабіянич-Некулин (Ante Fabijanić — Njekulin (HSP))
Міська рада: Голова: Йосип Тічич (Josip Tičić (SDP))

## Визначні місця

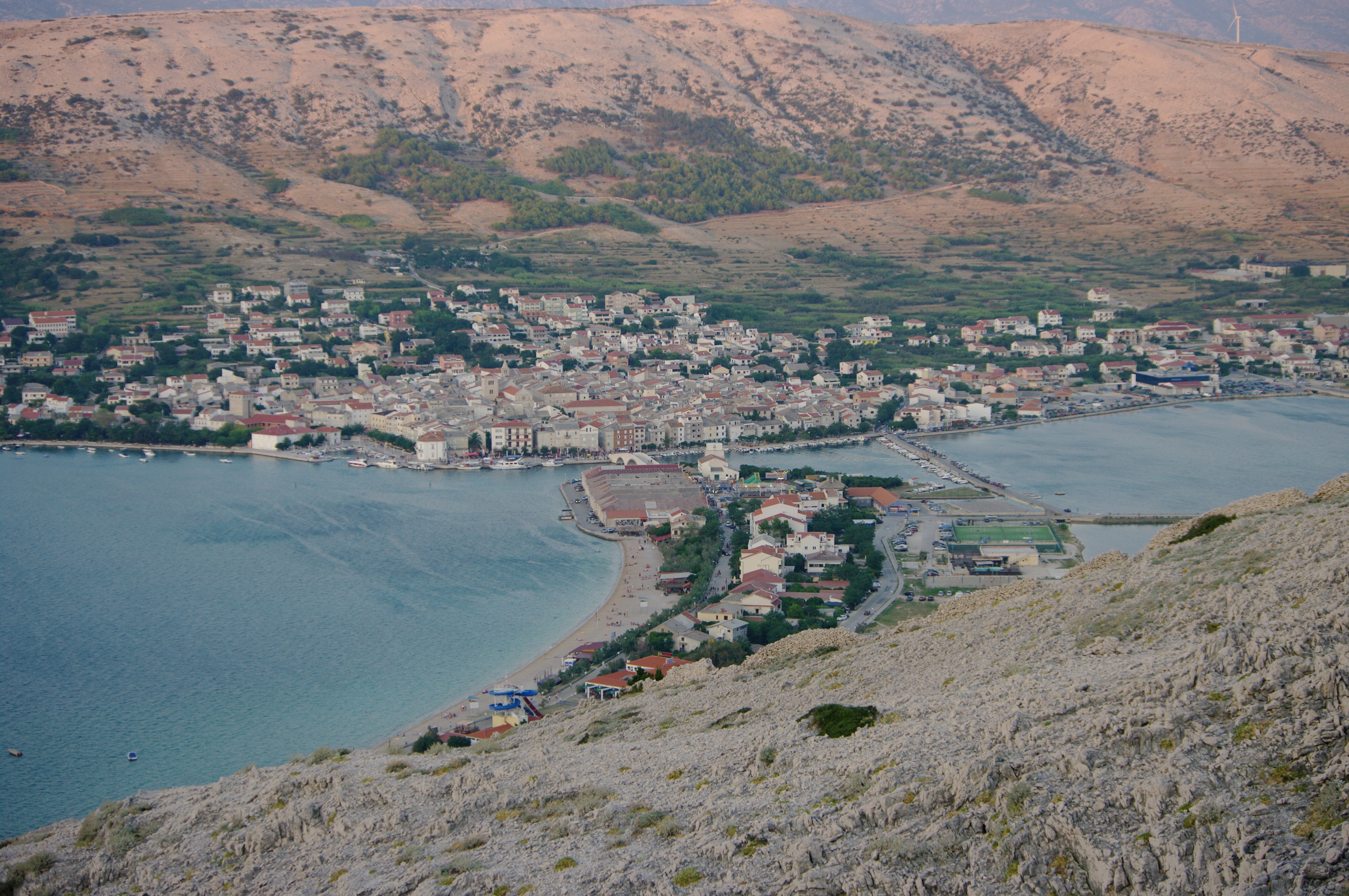
Панорама Пага

Князівський палац і незакінчений єпископський палац, побудовані за кресленнями Юрая Далматинаца; міський собор, церква св. Юрая, церква св. Маргарити.